# Daniel Wells (snooker)
Daniel Wells, né le 31 juillet 1988 à Neath, dans le comté de Glamorgan, au Pays de Galles, est un joueur gallois professionnel de snooker. Il a obtenu à trois reprises sa place sur le circuit professionnel en passant par le tournoi qualificatif de la Q School.

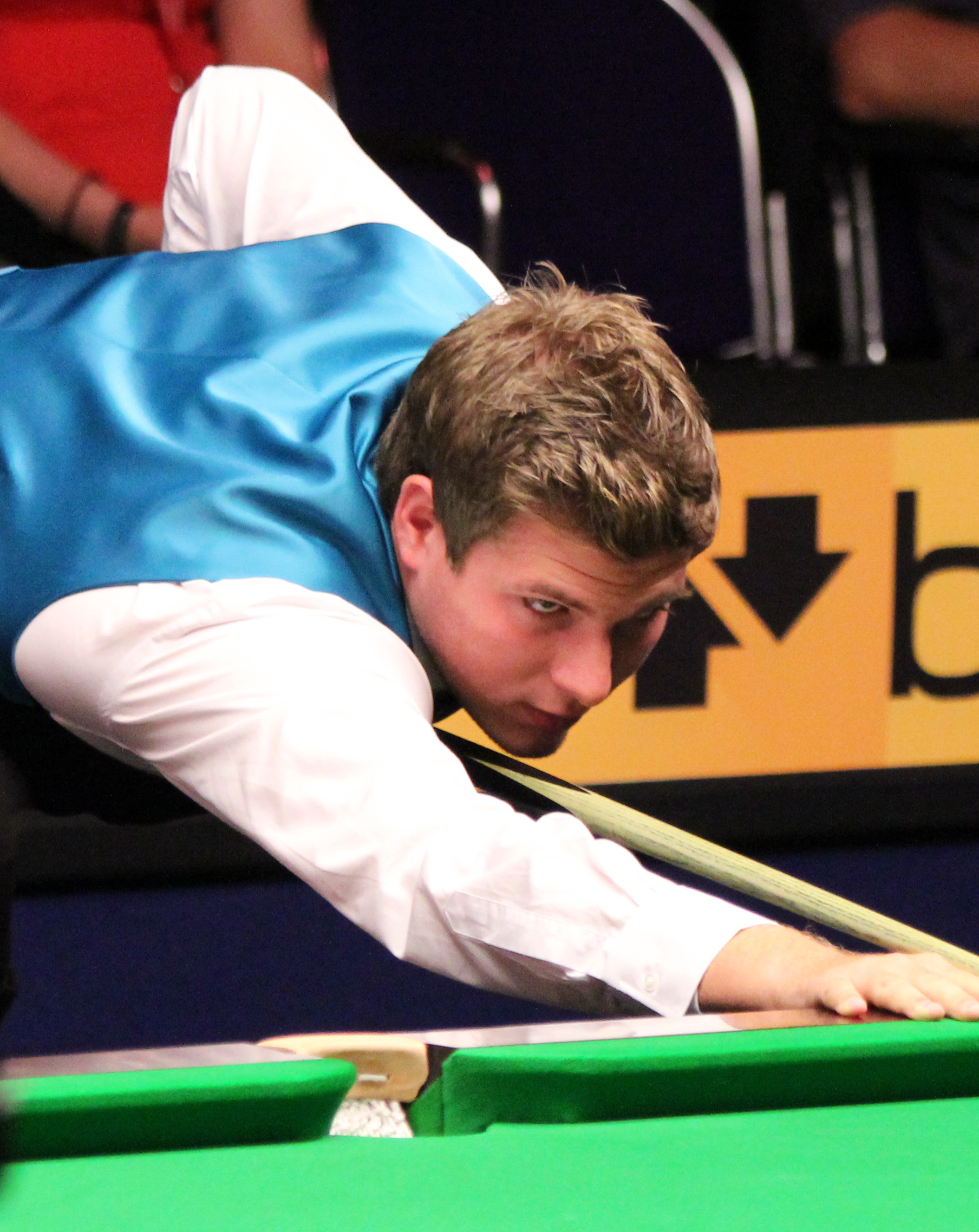
Daniel Wells (2012).

## Carrière
À ses débuts, Daniel Wells s'entraine pendant un an dans l'académie mondiale de snooker à Sheffield avec des joueurs comme Peter Ebdon et Ding Junhui. Wells passe professionnel à la fin de la saison 2008-2009 et prend part aux qualifications du championnat du monde de snooker 2009. Il est très proche de se qualifier puisqu'il est battu à la manche décisive par Barry Hawkins au dernier tour (10-9). En 2011, Daniel Wells remporte le championnat d'Europe chez les amateurs et réintègre le circuit professionnel après l'avoir quitté un an plus tôt en 2010.
La saison 2016-2017 apporte de meilleurs résultats à Wells. Il atteint une première fois le stade des huitièmes de finale à l'Open mondial, battant au passage l'Anglais Kyren Wilson (5-0) ; puis une seconde fois au championnat international, où il se défait du 6e joueur mondial, Mark Allen, 6-5. La même saison, il réalise une performance mémorable au deuxième tour du championnat du Royaume-Uni, face au no 1 mondial, Mark Selby, s'inclinant tout de même sur le score de 6-4, après s'être montré dominateur pendant une majeure partie de la rencontre. Pour la première fois de sa carrière, Wells termine sa saison parmi les 64 meilleurs joueurs du monde au classement mondial de snooker.
Au cours de la saison 2018-2019, Daniel Wells atteint son premier quart de finale dans un tournoi classé à l'occasion du Classique Paul Hunter où il est battu 4-3 par l'Anglais Kyren Wilson. Wells continue sa progression et atteint plus tard dans la saison sa première demi-finale lors de l'Open d'Écosse à Glasgow. Profitant du retrait du no 2 mondial Ronnie O'Sullivan, il remporte quatre matchs, dont un face à un top 10 (Ryan Day). Opposé à Mark Allen, Wells mène d'abord 4 à 0 puis 5 à 2 avant de s'incliner 6 à 5. Il atteint également à trois reprises le stade des huitièmes de finale, respectivement lors de l'Open d'Angleterre, du Snooker Shoot-Out et de l'Open de Gibraltar. 
Wells est relégué du circuit professionnel en 2021. Depuis, il évolue sur le nouveau circuit amateur qualificatif (Q Tour), où il remporte la dernière épreuve disputée en 2022. Par ailleurs, il est aussi invité à participer à certains tournois professionnels de la saison 2021-2022 et y obtient quelques bons résultats, dont un huitième de finale au Masters d'Europe en août 2022 mais surtout, une demi-finale au Snooker Shoot-Out. 
En début de saison 2024-2025, il aligne une troisième demi-finale en carrière, lors du premier Grand Prix de Xi'an, en éliminant en quart de finale l'expérimenté Barry Hawkins. Il cède cependant contre Judd Trump, sur le score de 6 à 1. Wells termine la saison en trombe, se qualifiant pour la première fois pour le championnat du monde, où il est défait d'entrée par Shaun Murphy,. 

## Palmarès
| Légende | Catégorie                      | Titres                         | Finales                        |
|         | Tournois classés               | 0                              | 0                              |
|         | Tournois non classés           | 0                              | 0                              |
|         | Tournois pro-am                | 0                              | 1                              |
|         | Circuit du challenge           | 1                              | 0                              |
|         | Tournois amateurs              | 1                              | 1                              |
| Gras    | Tournois de la triple couronne | Tournois de la triple couronne | Tournois de la triple couronne |

### Titres
| Saison    | Nom du tournoi               | Lieu    | Finaliste       | Score | Tableau |
| 2011      | Championnat d'Europe amateur | Sofia   | Vincent Muldoon | 7-4   |         |
| 2022-2023 | Q Tour n°5                   | Walsall | Sydney Wilson   | 5-2   |         |

### Finales
| Saison    | Nom du tournoi                             | Lieu      | Finaliste     | Score | Tableau |
| 2006-2007 | Tournoi Pontins pro-am (printemps)         | Prestatyn | Leo Fernandez | 2-5   |         |
| 2007-2008 | Séries internationales Pontins (épreuve 5) | Prestatyn | Peter Lines   | 5-6   |         |